# Alfred P. Boller
Alfred Pancoast Boller (* 23. Februar 1840 in Philadelphia; † 9. Dezember 1912 in East Orange) war ein US-amerikanischer Bauingenieur, bekannt als Brückenbauer.
Boller studierte an der University of Pennsylvania und am Rensselaer Polytechnic Institute. 1863 bis 1866 war er bei verschiedenen Eisenbahngesellschaften, zuletzt bei der Hudson River Railroad Company. Das gab er auf, um Agent für New York der Phoenix Iron Company zu werden und danach Vizepräsident und Ingenieur der Phillipsburg Manufacturing Company. Ab 1871 war er beratender Ingenieur in New York. Von ihm stammen einige der damals größten Brücken der USA, so mehrere Zugbrücken über den Harlem River (Brücke in der 7. Avenue, 8. Avenue, Madison Avenue) in New York. Außerdem die Albany und Greenbush Bridge, die Arthur Kill Bridge, die Brücke über den St. Louis River in Duluth, die Brücke über den Thames River in New London. Er war der Chefingenieur der New Yorker Hochbahn (Manhattan Elevated Railroad). 1898 gründete er ein Ingenieurbüro mit Henry W. Hodge in New York, Boller & Hodge (später Boller, Hodge & Baird). Sie entwarfen und bauten Brücken (wie die Brücke über den Arkansas River in Little Rock, verschiedene Brücken in New York, die Eisenbahnbrücke über den Monangahela River in Pittsburgh und über den Ohio River in Mingo Junction, das Montreal River Viaduct, die Brücke über den Connecticut River bei Saybrook und die Brücke über den Mississippi in St. Lonin), berieten bei Hochbauten wie dem Singer Building und dem Metropolitan Life Tower, waren Berater für die Stadt New York, der US-Regierung und vieler Eisenbahngesellschaften, auch in Zentral- und Südamerika sowie in der Karibik.
Er war Vizepräsident der American Society of Civil Engineers.